# Mosannona costaricensis
Mosannona costaricensis là loài thực vật có hoa thuộc họ Na. Loài này được (R.E. Fr.) Chatrou mô tả khoa học đầu tiên năm 1998.